# 南林間
南林間（みなみりんかん）は、神奈川県大和市の町名。現行行政地名は南林間一丁目から南林間九丁目。住居表示は全域で実施済。

## 地理
大和市北部に位置し、小田急江ノ島線南林間駅の西側一帯の区域である。東は林間、西は座間市小松原、南は西鶴間、北は中央林間西・中央林間に接する。
林間都市計画によって区画が整備され、駅前は放射状に、全体では碁盤の目のように道路が整備された区域である。南北に通る道路はそれぞれ○条通りと呼ばれ、南林間駅前の一条通りから順番に数えて、座間市境の十一条通りまでが整備されている。二条通りは駅前通りから隣の鶴間駅まで続く商店街となっている。駅前を離れると住宅街として利用される。住宅街を通る道路は多くが一方通行となっている。
南林間駅西口広場にあるモニュメント『陽だまりの林』は、まちの活性化の一環として作られた。大和商工会議所が企画し、大和市にアトリエを構える鍛金彫刻家の安藤泉と井上なぎさに制作を依頼。木の葉の部分は市内の小・中学校の生徒がデザインを彫刻した。南林間を象徴する雑木林をモチーフとしたものである。
毎年秋に南林間駅西口広場で行われる南林間文化祭は、大和市で最大規模の地域文化祭となっている。地域の学校の生徒が演奏やダンスなどを披露するほか、模擬店やフリーマーケットなども出店する。

### 地価
住宅地の地価は、2023年1月1日の公示地価によれば、南林間5-1-18の地点で24万6000円/m2となっている。

## 歴史

### 近年の出来事
2011年9月25日、サッカー日本女子代表（なでしこジャパン）の大和市ゆかりの選手を迎えて、凱旋パレードが行われた。大和市出身の川澄奈穂美や市内のサッカーチームに所属していた大野忍、上尾野辺めぐみが招待された。また、ノーベル化学賞を受賞した根岸英一も参加した。南林間駅西口広場でオープニングセレモニーが行われ、オープンカーに乗って鶴間駅まで二条通りを進行した。
2011年11月5日、南林間駅から東西に伸びる道路が「やまと根岸通り」と名付けられた。南林間ゆかりの人物で、2010年にノーベル化学賞を受賞した根岸英一の功績をたたえようと南林間地区街づくり協議会が愛称を募集し、決定した。命名板と標識柱が設置され、当日に除幕式が行われた。

## 世帯数と人口
2021年10月1日現在（大和市発表）の世帯数と人口は以下の通りである。
| 町名         | 世帯数    | 人口     |
| ------------ | --------- | -------- |
| 南林間一丁目 | 1,449世帯 | 2,453人  |
| 南林間二丁目 | 1,012世帯 | 1,801人  |
| 南林間三丁目 | 487世帯   | 1,016人  |
| 南林間四丁目 | 849世帯   | 1,569人  |
| 南林間五丁目 | 842世帯   | 1,719人  |
| 南林間六丁目 | 1,577世帯 | 3,410人  |
| 南林間七丁目 | 1,291世帯 | 2,798人  |
| 南林間八丁目 | 1,019世帯 | 2,132人  |
| 南林間九丁目 | 154世帯   | 485人    |
| 計           | 8,680世帯 | 17,383人 |

### 人口の変遷
国勢調査による人口の推移。
| 年                 | 人口   |
| ------------------ | ------ |
| 1995年（平成7年）  | 15,646 |
| 2000年（平成12年） | 15,989 |
| 2005年（平成17年） | 16,412 |
| 2010年（平成22年） | 16,776 |
| 2015年（平成27年） | 17,056 |
| 2020年（令和2年）  | 17,228 |

### 世帯数の変遷
国勢調査による世帯数の推移。
| 年                 | 世帯数 |
| ------------------ | ------ |
| 1995年（平成7年）  | 6,592  |
| 2000年（平成12年） | 6,926  |
| 2005年（平成17年） | 7,347  |
| 2010年（平成22年） | 7,844  |
| 2015年（平成27年） | 8,106  |
| 2020年（令和2年）  | 8,538  |

## 事業所
2021年現在の経済センサス調査による事業所数と従業員数は以下の通りである。
| 丁目         | 事業所数  | 従業員数 |
| ------------ | --------- | -------- |
| 南林間一丁目 | 198事業所 | 1,273人  |
| 南林間二丁目 | 134事業所 | 789人    |
| 南林間三丁目 | 14事業所  | 163人    |
| 南林間四丁目 | 31事業所  | 207人    |
| 南林間五丁目 | 32事業所  | 255人    |
| 南林間六丁目 | 36事業所  | 270人    |
| 南林間七丁目 | 51事業所  | 394人    |
| 南林間八丁目 | 15事業所  | 153人    |
| 南林間九丁目 | 16事業所  | 859人    |
| 計           | 527事業所 | 4,363人  |

### 事業者数の変遷
経済センサスによる事業所数の推移。
| 年                 | 事業者数 |
| ------------------ | -------- |
| 2016年（平成28年） | 594      |
| 2021年（令和3年）  | 527      |

### 従業員数の変遷
経済センサスによる従業員数の推移。
| 年                 | 従業員数 |
| ------------------ | -------- |
| 2016年（平成28年） | 4,164    |
| 2021年（令和3年）  | 4,363    |

## 交通

### 鉄道
- 小田急江ノ島線南林間駅

### バス
- 神奈川中央交通（藤沢神奈交バス）
- 相鉄バス
- やまとんGO（大和市コミュニティバス）
- のろっと（大和市コミュニティバス）

## 施設
教育
- 認定こども園高座みどり幼稚園
- 聖セシリア小学校
- 聖セシリア女子中学校・高等学校
- 大和市立南林間小学校
- 大和市立南林間中学校
- 神奈川県立大和西高等学校

医療
- 大和成和病院
- 愛育病院

公園
- 南林間中央公園
- 南林間西北公園
- 大和市営南林間スポーツ広場

商業
- Odakyu OX
- スーパー生鮮館TAIGA
- コープかながわ

## その他

### 郵便番号
- 242-0006[3]（集配局：大和郵便局[19]）